# Роберто Канеса
Роберто Канеса е един от шестнадесетте уругвайци, оцелели от катастрофата на полет 571 на уругвайските ВВС, който се разбива в планините на Андите на 13 октомври 1972 г. Той заедно с Нандо Парадо, се изкачва пеша през Андите в продължение на 10 дни покривайки почти 40 мили, за да намери помощ. Те се озовават в Чили, където са спасени и изпращат хеликоптери да приберат останалите 14. Неговите усилия, подкрепяни по различни начини от цялата група, са увековечени в книги, филми и други медии. През 1993 г. е направен игралния филм „Живи:Чудо в Андите“. По-късно той става лекар и политик, дори кандидат за президент на Уругвай. Издава книгата „Трябваше да оцелея“ през 2016 г.